# Panaeolus subbalteatus
Panaeolus subbalteatus är en svampart som först beskrevs av Berk. & Broome, och fick sitt nu gällande namn av Pier Andrea Saccardo 1887. Panaeolus subbalteatus ingår i släktet Panaeolus, ordningen Agaricales, klassen Agaricomycetes, divisionen basidiesvampar och riket svampar.   Inga underarter finns listade i Catalogue of Life.

## Källor

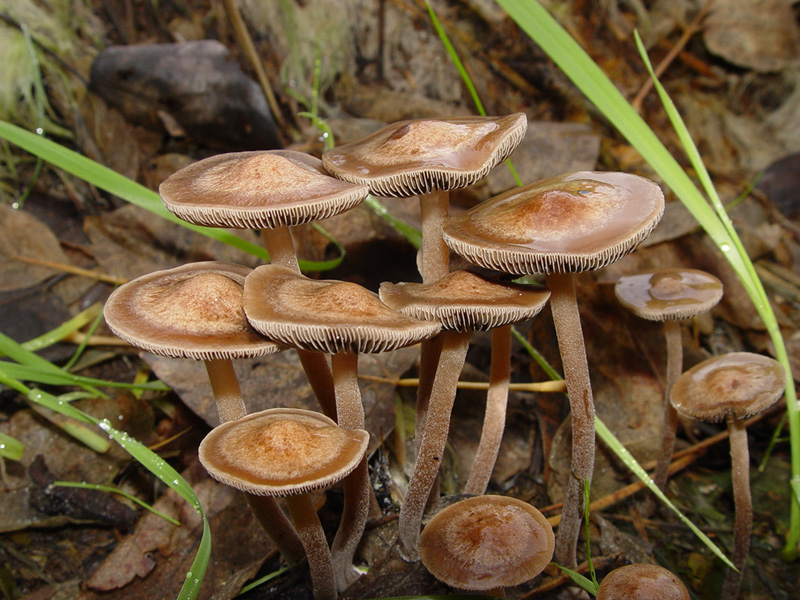
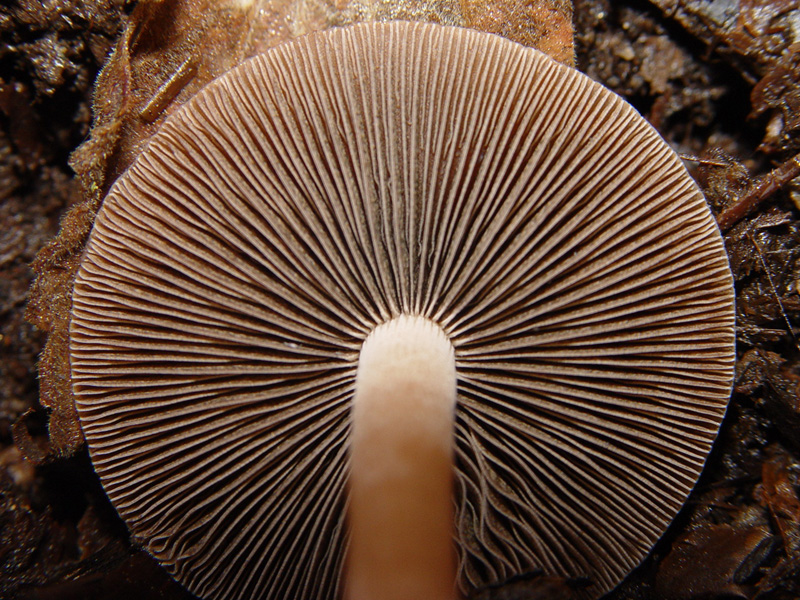
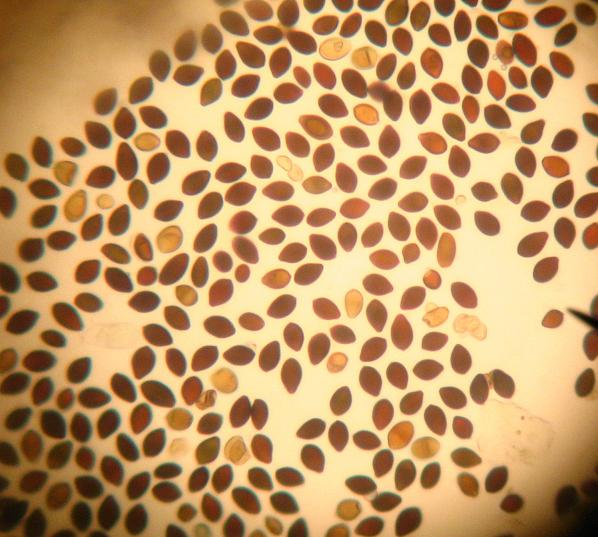